# Bahnhof Marsala
Der Bahnhof Marsala (italienisch Stazione di Marsala) ist der Stadtbahnhof, zugleich westlichste Bahnhof auf Sizilien und wird von der staatlichen italienischen Eisenbahngesellschaft Rete Ferroviaria Italiana betreiben. Er liegt an der Bahnstrecke Palermo–Trapani an Streckenkilometer 158,6. Der Bahnhof befindet sich am Südostrand der Innenstadt von Marsala; die Postadresse lautet Via Amerigo Fazio. Neben einem Fahrkartenschalter und einem Fahrkartenautomaten gibt es einen Kiosk sowie öffentliche Toiletten. Die Abfahrten der Züge finden zwischen 06:00 Uhr und 21:30 Uhr statt.
Der schmucklose Betonbau des Empfangsgebäudes stammt aus den 1950er Jahren und liegt zum Zentrum der Stadt hin.
Der Bahnhof war von Beginn an bis in die 1960er Jahre vor allem ein wichtiger Güterumschlagsplatz für landwirtschaftliche Produkte aus der Region, besonders für den hier produzierten Marsalawein. Dazu wurden südlich des Empfangsgebäudes mehrere Stumpfgleise verlegt mit entsprechend großen Abständen, um die unhandlichen Fässer ohne Laderampe einladen zu können. Außerdem wurde eine große, direkt an den Gleisen stehende gedeckte Verladerampe errichtet. Dieser große Betriebshof, deren Gebäude ebenfalls zwischen Gleistrasse und Hafen liegt, ist noch existent, wird aber – ähnlich wie der des Bahnhof Trapani – überwiegend als Parkplatz genutzt.
Fassweise wurde der Wein hier verladen und sizilienweit per Bahn transportiert, auch zum 30 Kilometer entfernten Trapani, in dem, bedingt durch den größeren und wichtigeren Hafen, größere Schiffe anlegen konnten. Zudem war er Zollfreihafen. Nur Ferner gibt es noch die üblichen Güterschuppen, die bei jedem Bahnhofsgebäude der Anfangsjahre gebaut worden waren. Einzig der Wasserturm befindet sich auf der gegenüberliegenden, nordöstlichen, Trassenseite.